# Török Ferenc (építész, 1936–2021)
Török Ferenc (Budapest, 1936. október 22. – Budapest, 2021. szeptember 10.) a Nemzet Művésze címmel kitüntetett, Kossuth-díjas magyar építész, egyetemi tanár.

## Életpályája
Édesapja vasesztergályos, édesanyja varrónő volt. Nagy szeretetben éltek egymással, és a szolgáló szeretet példáját mutatták életük végéig, ami kihatott Török Ferenc egész pályafutására. Középiskolai tanulmányait a Kölcsey Ferenc Gimnáziumban végezte, ahol 1955-ben kitűnő eredménnyel érettségizett. Szakmaválasztását és személyisége kialakulását alapvetően meghatározta Hegedűs Viktor Honor, a munkáspapként működő karmelita atya. Érettségi után felvették a Budapesti Építőipari és Közlekedési Műszaki Egyetemre, ahol híres tanárok – Rados Jenő, Pogány Frigyes, Csonka Pál – irányítása alatt végezte tanulmányait. A Középülettervezési Tanszék tanáregyéniségei – Weichinger Károly, Jurcsik Károly, Krizka György, Virág Csaba – meghatározó módon alakították építészeti szemléletét. Diplomamunkáját 1960-ban védte meg jeles eredménnyel. Diplomatervét „Diplomadíjjal” tüntették ki.
Weichinger Károly hívására az egyetem Középülettervezési Tanszékére került, mint tanársegéd, majd Gádoros Lajos kérésére a rajzi tanszék oktatója lett. Tanítással egy időben jelentős tervezési megbízásai is voltak, melyeket Gádoros Lajos irányítása mellett végzett. Művésztelep Szentendrén (1963), OTP-társasházak a budai várban (1965). A kötelező kétéves szakmai gyakorlatát a KÖZTI-ben töltötte, Gádoros Lajos műtermében. Így módja volt Kotsis Ivánnal és Id. Janáky Istvánnal megismerkedni. Az egyetemre a Középülettervezési Tanszékre tért vissza ahol 1968-ban adjunktus, 1983-ban docens lett. Oktatás mellett pályázatokon több első díjat nyert Krizka György tanártársával.
Ebben az időben már jelentős tervezési feladatokat készített: 1979-ben a kisvárdai járási művelődési központ, 1975 és 1988 között tervei szerint épült fel a nagydobszai, nemeshetési, balatonfenyvesi, a révfülöpi, az edelényi, és az ábrahámhegyi templom. 1982-ben építész-oktató munkásságáért és alkotó építészeti tevékenységéért Ybl Miklós-díjban részesült.
Egyetemi keretek között sajátos magánpraxist folytatott, szoros kapcsolatban a megrendelőkkel, a helyi egyházakkal. 1992-ben egyetemi tanári kinevezést kapott a Rajzi és Formaismereti Tanszékre. Ebben az időben nyitott magánirodát Balázs Mihály tanártársával. A magánpraxist a mai napig gyakorolja. Tervezési munkáiban továbbra is jelentős egyházi megbízásokat teljesített: (Vatikáni Nunciatúra 1991. (társ: Balázs Mihály), nyíregyházi görögkatolikus templom 1993., felsőpakonyi római katolikus templom 1994., stb.) Különös jelentősége volt az 1996-ban elkészült Magyar Szentek templomának, amely eredetileg az elmaradt Expó vatikáni pavilonja lett volna. (társ: Balázs Mihály). „Kimagasló értékű építészeti – különösen templomépítő – munkásságáért, iskolateremtő oktató és alkotó tevékenységéért" 1995-ben Kossuth-díjban részesült. 1996-ban a bencés rend Pro Pannonhalma díjjal jutalmazta.
1996. július 1-jével kinevezték a Középülettervezési Tanszékre tanszékvezető egyetemi tanárrá. Az időszak legjelentősebb munkái: Matáv irodaház (társ: Balázs Mihály), nyársapáti római katolikus templom, máriapócsi zarándokház (társ: Bartók István), Ferihegy II. ökumenikus kápolna (társ: Major György). Szakmai munkásságát további elismerések kísérték: Pro Architectura-díj, Az év művésze díj-Nyíregyháza, Csonka Pál-érem, Kotsis Iván-érem stb.
2005-ben nyugdíjba vonult, megvált az oktatástól de a magánpraxist egészen nem adta fel. Tagja a Magyar Építőművészek Szövetségének, a Magyar Építészkamarának, a Magyar Művészeti Akadémiának és a Professzorok Batthyány Körének.

## Díjai, elismerései
- Diplomadíj (1960)
- Ybl Miklós-díj – Oktató-nevelő és tervező munkáért. (1983)
- Pro Architectura díj[6] A vatikáni nunciatúra épületéért Balázs Mihállyal közösen. (1992)
- Az év művésze – Nyíregyháza (1994)
- Kossuth-díj – Építészeti, különösen templomépítési, valamint iskolateremtő oktató munkásságáért. (1995)
- Pro Pannonhalma-díj (1995)
- Pro Architectura díj (1997)
- XI. Kerületéért. (1997)
- Csonka Pál-érem.[7] (2000)
- Kotsis Iván-érem (2001)
- Nyársapátért emlékérem (2003)
- Prima díj (2008)
- Budavár Díszpolgára (2010)
- A Nemzet Művésze (2014)

## Művei

### Tervezői tevékenysége
Megvalósult építészeti alkotásai
- 1962 Győri Strandfürdő öltözőépülete
- 1963 Szentendre, művésztelep
- 1965 Budavár, 54 lakásos OTP házak (társ: Gádoros Lajos)
- 1965 Budaörs, 400 ágyas kollégium (társ: Hofer Miklós)
- 1965 Tiszabercel, rk. templom rekonstrukció
- 1966 Kisvárda, rk. templom rekonstrukció
- 1975 Nagydobsza, rk. templom
- 1976 Nemeshetés, rk. templom
- 1977 Balatonfenyves, rk. templom és plébánia épület
- 1979 Kisvárda, Járási Művelődési Központ
- 1979 Bp. VIII. ker. Vajda Péter utca, óvoda-bölcsőde (társ: Gábor Miklós, Hercsuth György)
- 1980 Tata, uszoda (társ: Krizka György)
- 1981 Révfülöp, rk. templom
- 1983 Edelény, gk. templom és galéria
- 1987 Bp., Elvarázsolt kastély (társ: Puhl Antal)
- 1988 Ábrahámhegy, rk. templom
- 1988 Siófok, Országos Tervhivatal üdülője
- 1991 Bp., Vatikáni Nunciatúra (társ: Balázs Mihály)
- 1993 Nyíregyháza, gk. templom és parókia
- 1994 Nyíregyháza, belvárosi tömbrehabilitáció (társ: Balázs Mihály)
- 1994 Felsőpakony, rk. templom
- 1996 Pannonhalma, Bazilika külső rekonstrukciója
- 1996 Bp., Magyar Szentek Temploma (társ: Balázs Mihály)
- 1997 Nyársapáti, rk. templom
- 1997 Máriapócs, zarándokház (társ: Bartók István)
- 1997 Bp., Matáv irodaház (társ: Balázs Mihály)
- 1997 Bp., Farkasrét Mindenszentek temploma, urnatemető (társ: Bartók István))
- 1998 Ferihegy II., ökumenikus kápolna (társ: Major György)

Jelentősebb építészeti tervei
- 1965 Zebegény, Nyári Művészeti Szabadiskola
- 1967 Kisvárda, városközpont rendezési terve
- 1970 Győr, Műszaki Egyetem laborépület
- 1970 Bölcsődék Módszertani Központ (társ: Krizka György)
- 1976 Zalaszentlászló, Művelődési Központ
- 1987 Mór, 16 tantermes általános iskola (társ: Balázs Mihály)
- 1993-94 Pannonhalma fejlesztési terve (társ: Balázs Mihály)
- 1995 Budavár, Szt. György tér rendezése (társ : Cságoly-Ferenczy-Lázár)
- 1995 Budavár, Vízikapu
- 2000 Budavári Helyőrségi főtemplom.
- 2006 Budaörs. Görögkatolikus templom.
- 2007 Budavár, Mátyás-templom és Halászbástya pénztár pavilon

Díjazott pályaművei
- 1969 Bölcsődék Módszertani központ (társ: Krizka György) I. díj
- 1969 Lébény központ rendezése (társ: Krizka György) II. díj
- 1969 Rácz Fürdő (társ: Krizka György) I. díj
- 1970 Szeged, Könyvtár (társ: Krizka György) III. díj
- 1971 Békéscsaba 1000 ágyas megyei kórház (társ: Krizka György) I. díj
- 1972 Marx tér rendezése (társ: Krizka György) I. díj
- 1975 Déli Pályaudvar posta (társ: Krizka György) kiemelt megvétel
- 1979 Sárvár, művelődési központ II. díj
- 1980 Szombathely, belváros rendezése (társ: Farkasdy Zoltán) II. díj
- 1990 Piarista rendház II. díj
- 1994 EXPO Vatikáni Pavilon I. díj
- 1996 Székesfehérvár, Nemzeti Emlékhely (Társ: Balázs Mihály) I. díj
- 1997 Matáv irodaház (társ: Balázs Mihály) I. díj
- 2000 Budavári Helyőrségi templom. I. díj

### Egyéni kiállításai
- 30 év az Alma Materben, BME, 1992
- A templomépítő, Adalbertinum, 1992
- 30 év az Alma Materben, Kazincbarcika, 1993
- Regionális építészet, Miskolc, 1993
- Építő Művészet, Bp. Vigadó galéria, (társ: Balázs Mihály, Somogyi-Soma László, Csíkszentmihályi Róbert)1997
- Építő Művészet, Nyíregyháza városi galéria, 1997
- Művészet és hit (társ: Háger Ritta, Csepely-Knorr Kristóf, Mátyássy László)

### Csoportos kiállítások
- Negyven év építészete, Bécs városháza, 1987
- Építészet és grafika, Bp. Kós Károly terem, 1994
- Templomépítészet az ezredfordulón BME, 2005
- Vonal és Rajz MMA Pécs, 2005
- Vonal és Rajz MMA, 2006
- Közép 60, 2006

### Publikációi
- 1985 / 1 MÉ, Három templom
- 1986 / 1 MÉ, Szabadidő Építészet
- 1988 / 1 MÉ, Elvarázsolt Kastély
- 1988 / 1 MÉ, Templomok
- 1993 / 6 Műszaki Tervezés, Vatikáni Nunciatúra
- 1994 / 4-5 Magyar Építőipar, Pannonhalmi Főapátság fejlesztési tervei
- 1994 / 6 MÉ, Török és Balázs
- 1995 Élő kövekből építkezem (Népszabadság)
- 1996 / 1 Országépítő, A főapátság fejlesztési tervei
- 1996 / 6 Távlatok, A templom építése
- Török Ferenc; interjúk Pécsi Györgyi, Pálinkás György, fotó Arturo Mari, Móri András, Szatmári Zoltán; Kijárat, Bp., 1996 (Vallomások... architectura sorozat)
- 1997 / 2 Építés felújítás, A kő
- 1997 Falumegújulás Európában (nemzetközi szimpózium)
- 1999 A felsőoktatás értékállandóságának néhány kérdése (Műegyetem 2000)
- 2000 / 1 MÉ A szakrális tér
- 2006 Igazság és szabadság (Magyar Nemzet)
- 2008 Azonosság és hitvallás (Új Ember)
- Úton; szerzői, Bp., 2012
- Török Ferenc. Építészet és hitvallás. Életműkiállítás; összeáll., szerk. Török Ferenc és Török Ferencné, kurátor Mendelényi Zoárdné; MMA, Bp., 2016

#### Könyvfejezetek
- 1979 Középülettervezési tankönyv
- 1997-98 A tervezés gyakorlata tankönyv
- 1966 Építészeti távlati rajz
- 1997 Témavázlatok (tervezési segédlet)
- Török Ferenc: Vallomások – Architektúra, Kijárat kiadó
- 1991 Dercsényi-Hegyi-Marosi-Török: Katolikus Templomok Magyarországon, Hegyi és Tsa. Kiadó, 1
- 1991 Kossuth Nyomda, Házad Ékessége (Puskás László)
- 1997 6BT kiadása, Építészeti kalauz- Budapest építészete a századfordulótól napjainkig
- 2001 KortMMűvLex (Matits Ferenc)

#### Külföldön megjelent folyóiratcikkei
- 1993 Deutsche Bauzeitung, Nunciatura Budapest
- 1995 Artes Sawbres, Templomok Magyarországon

## Képgaléria

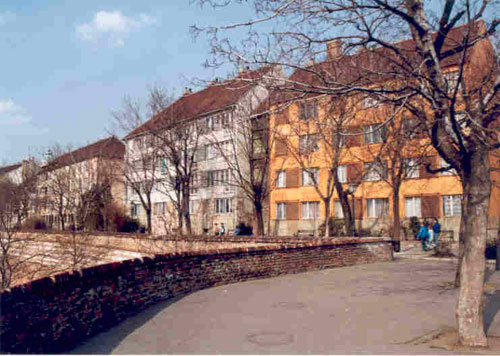
Budavár OTP lakások 1965
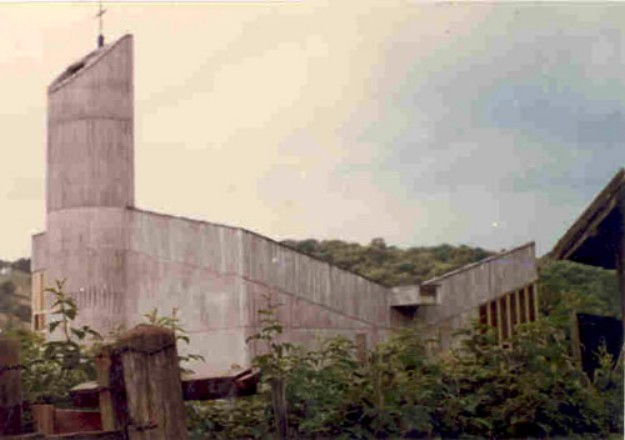
Nemeshetés r.k. templom 1976
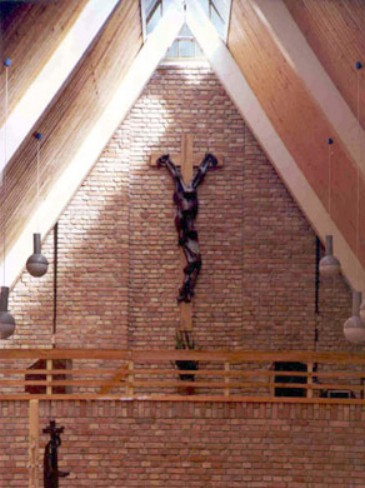
Balatonfenyves r.k. templom 1977
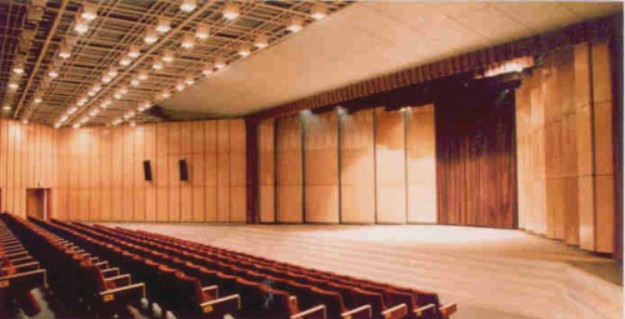
Kisvárda Művelődési Központ 1979
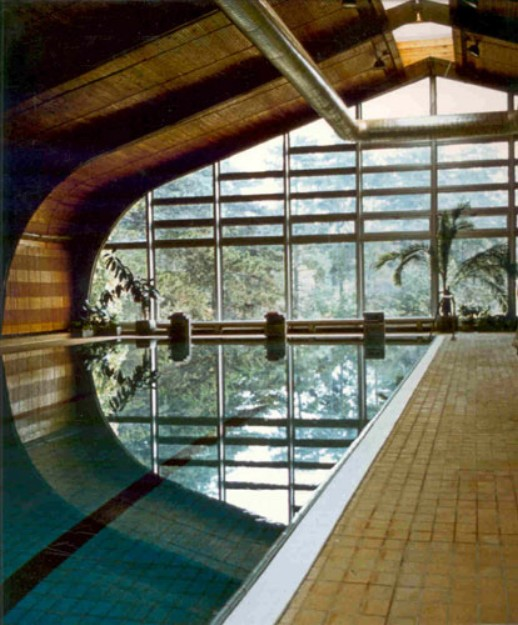
Tata uszoda belső 1980
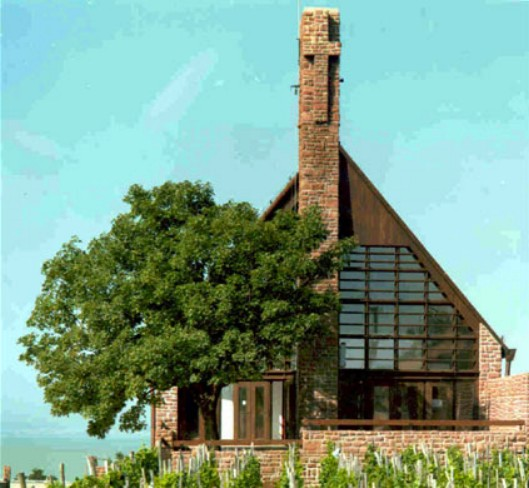
Révfülöp r.k. templom 1981
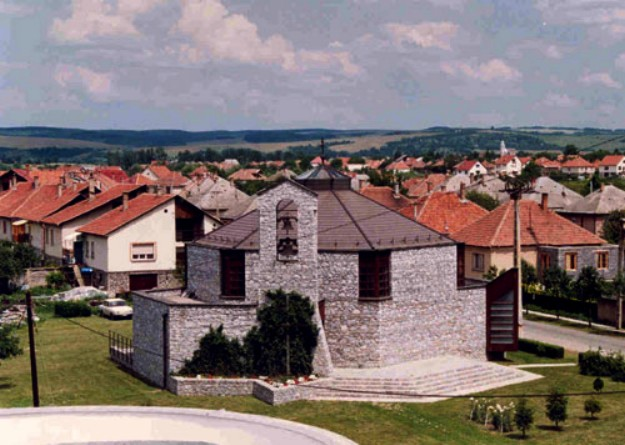
Edelény r.k. templom 1983
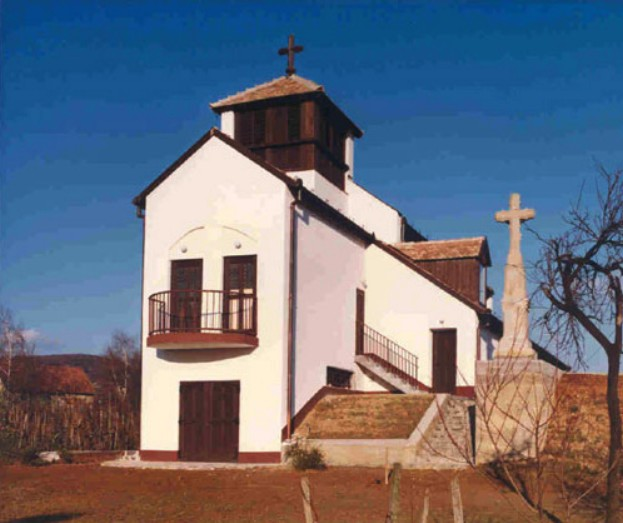
Ábrahámhegy r.k. templom 1988
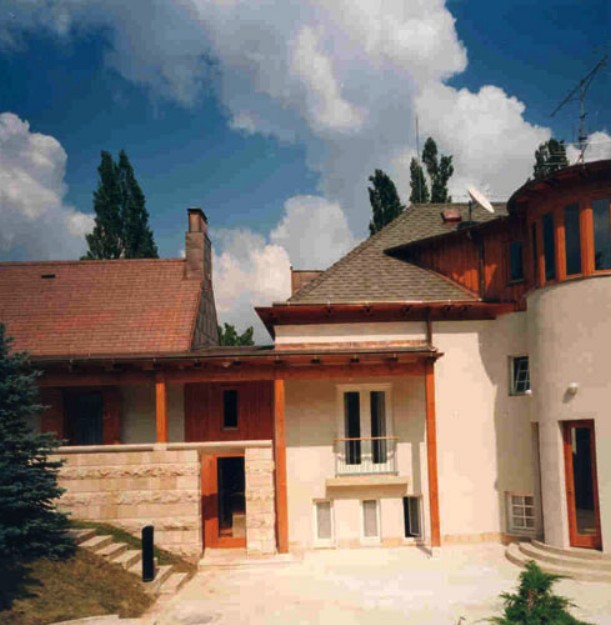
Vatikáni Nunciatúra 1991
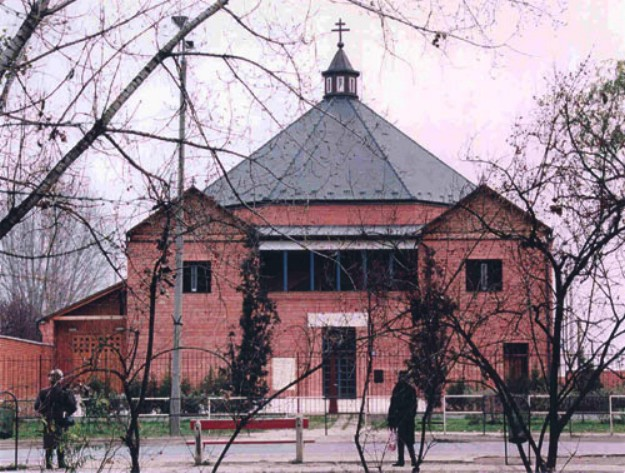
Nyíregyháza g.k. templom 1993
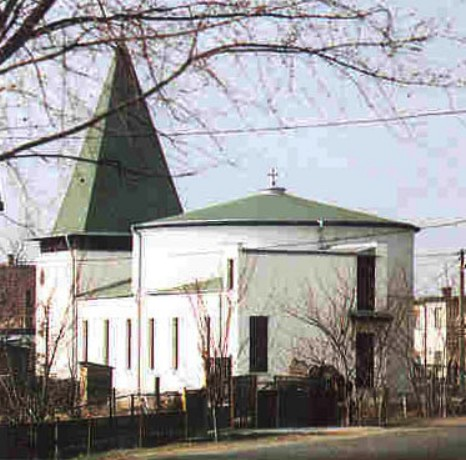
Felsőpakony r.k. templom 1994
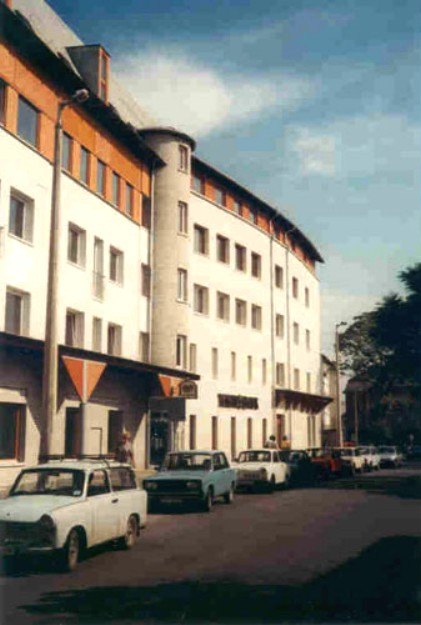
Nyíregyházi tömbrehabilitáció 1994
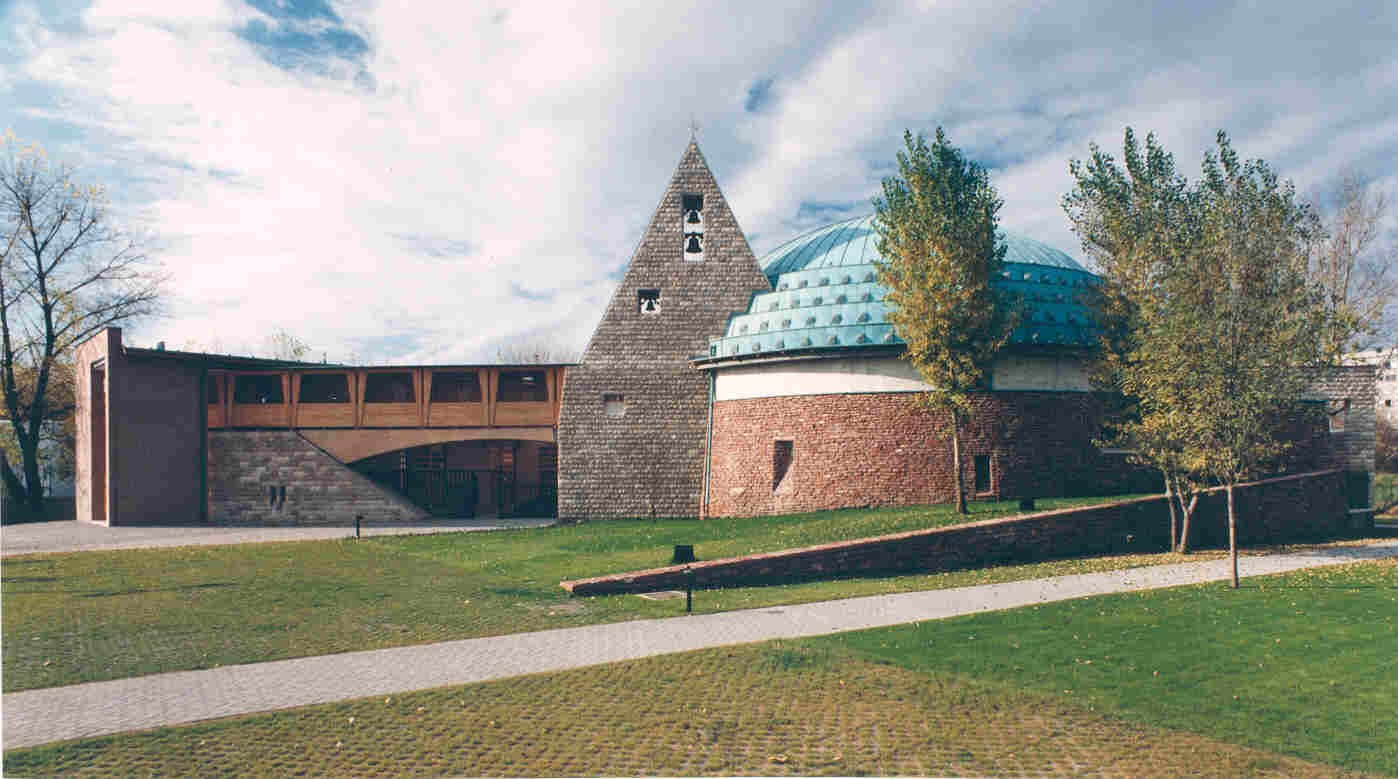
Magyar Szentek temploma 1996
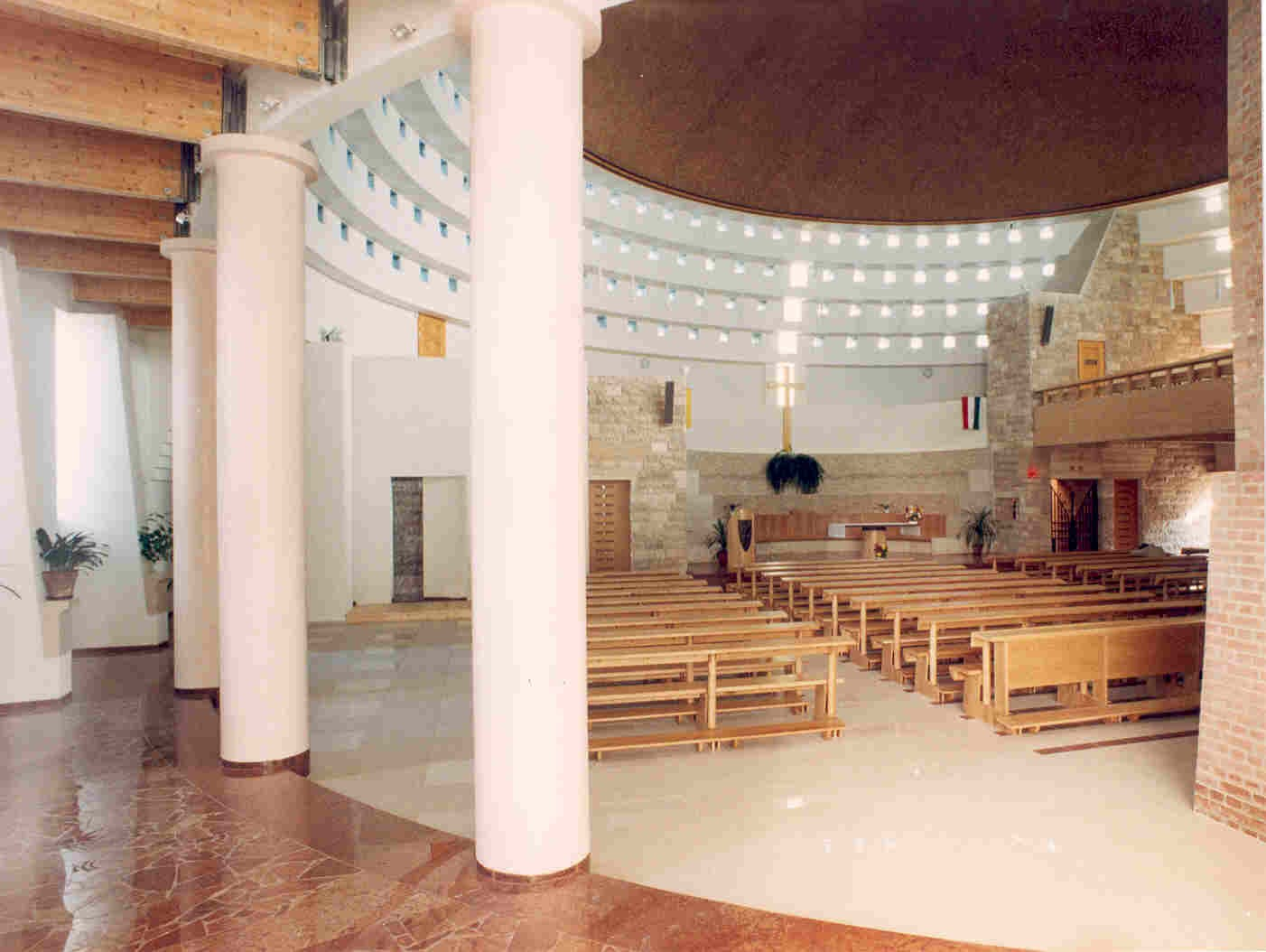
Magyar Szentek temploma belső tér
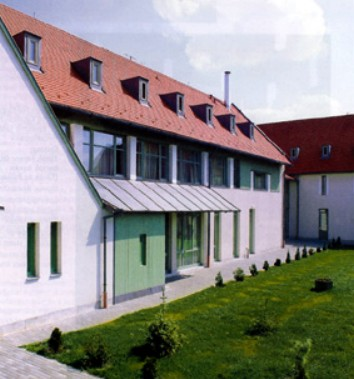
Máriapócs zarándokház 1997
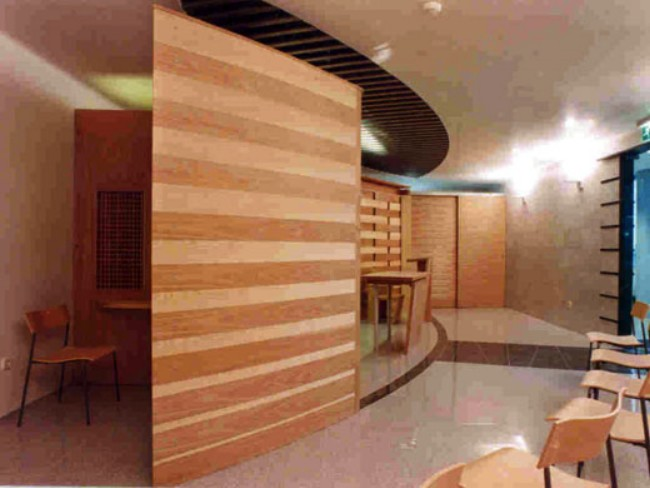
Ferihegy II. Ökumenikus kápolna 1998

## Külső hivatkozások
- 1984 / 1 MÉ, Tendenciák újabb építészetünkben (Moravánszky Ákos)
- 1984 Építésügyi Panoráma, Török Ferenc
- 1985 / 1 MÉ, Három templom (Vajai Tamás)
- 1985 / 2 MÉ, Negyven év Magyar Építészete (Ferkai András)
- 1986 / 2 Művészet, Napjaink templomépítészetéről (Rév Ilona)
- 1990 / 2 MÉ, Piarista Rendház tervpályázat (Szrogh György)
- 1994 / 3 Országépítő, Az EXPO Vatikáni pavilonjáról (Hankó Ildikó)
- 1996 / 3 MÉ, Vallomások-Archtektura (Simon Mariann)
- 1997 / 3 Érték forma, Mai magyar építészet- Török Ferenc (Tatai Róbert)
- 1998 / 5 Alaprajz, Mai Templomok (Masznyik Csaba)
- 1999 / 1 MÉ A repülőtéri kápolna (Varga Mihály)
- 2008 / 11 Família Geometria és fény (Bodnár Zita)

Könyvek-könyvrészek
- 1991 Hegyi és Tsa. kiadó, Katolikus Templomok Magyarországon (Dercsényi-Hegyi-Marosi-Török)
- 1991 Kossuth Nyomda, Házad Ékessége (Puskás László)

Külföldön megjelent folyóirat cikkek
- 1983-84 Farb Design International, Az Elvarázsolt Kastély
- 1984 / 2. Kunst und Kirche, Der griechisce-katolische Kirche (Hubert Lechner)
- 1984 / 3 Kunst und Kirche, Művészet és Egyház Magyarországon
- 1991 / 12 Der Architect, Nunciatura Budapest
- 1997 / 5 Wirtschaft Nachrichten Ungarn, Zwischen Baukunst und Magie (Danielle Tiggermann)

Internetről válogatva
- Csonka Pál-érem átadása. ÉPÍTÉSZFÓRUM.
- XII KÖMÍVES
- Balatonfenyves rk. templom és plébánia
- Edelény gk. templom
- Ábrahámhegy. Szent László templom
- Nagydobsza katolikus templom[halott link]
- Felsőpakony katolikus templom
- Magyar Szentek temploma